# Циклиофора
Циклиофора (Cycliophora) је тип морских бескичмењака са до скора једном описаном врстом Symbion pandora, која живи као епибионт на шкампима, са којима је у односима коменсализма. Телесна дупља им је псеудоцелом.
Они су сићушни организми (око 0,3 mm) врло једноставне унутрашње грађе. Животни циклус је веома сложен и недовољно проучен. 